# 仁豪
仁豪（にんごう、永承6年（1051年）- 保安2年10月4日（1121年11月15日））は、平安時代後期の天台宗の僧侶。藤原北家、中御門流の出身で、内大臣・藤原能長の子。母は下野守兼資の娘、あるいは憲方の娘（姓は不明）。南勝房と号す。第42代天台座主。

## 略歴
比叡山にて明快・良真・安慶らに師事。また門下には最雲法親王・仁実・任清などを指導した。天仁3年（1110年）、天台座主となるが、そのため永久元年（1113年）の永久の強訴に当たっては、反延暦寺の姿勢を前面に掲げる興福寺大衆の矢面に立たされるということも経験している。